# Wasserversorgung von La Palma

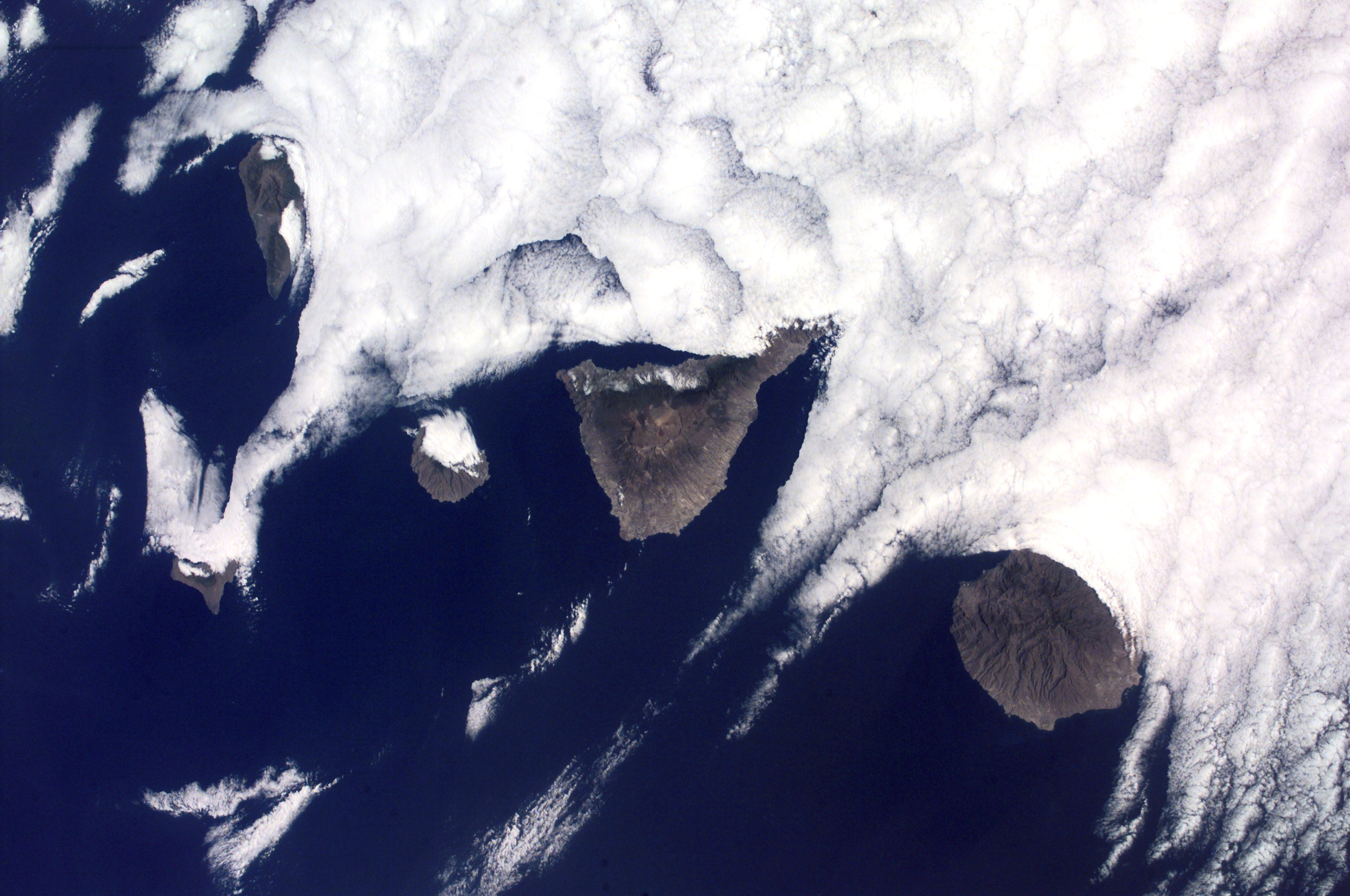
Passatwolken (von West nach Ost) vor El Hierro, La Palma, La Gomera, Teneriffa und Gran Canaria.

Die Wasserversorgung von La Palma unterscheidet sich grundsätzlich von denen auf den anderen Kanarischen Inseln, weil hier genügend aus Passatwolken stammendes Wasser anfällt und versickert. Das über den Bergen La Palmas abgegebene Wasser dringt tief in das poröse Lavagestein ein, wird darin gefiltert und gespeichert. Eine Vielzahl in die Berge getriebene Stollen und Tunnel (Galerien) fangen das in hoher Reinheit vorliegende Wasser auf und führen es über ein ausgedehntes Netz von Kanälen, Rohrleitungen und Wasserspeichern den Verbrauchern auf der Insel zu.
Der größte Wasserverbraucher ist mit gut 85 % die Landwirtschaft (insbesondere der Bananenanbau mit seiner intensiven Bewässerung). 11 % verbraucht hingegen die einheimische Bevölkerung, und 3,4 % entfallen auf den Tourismussektor.

## Geologie

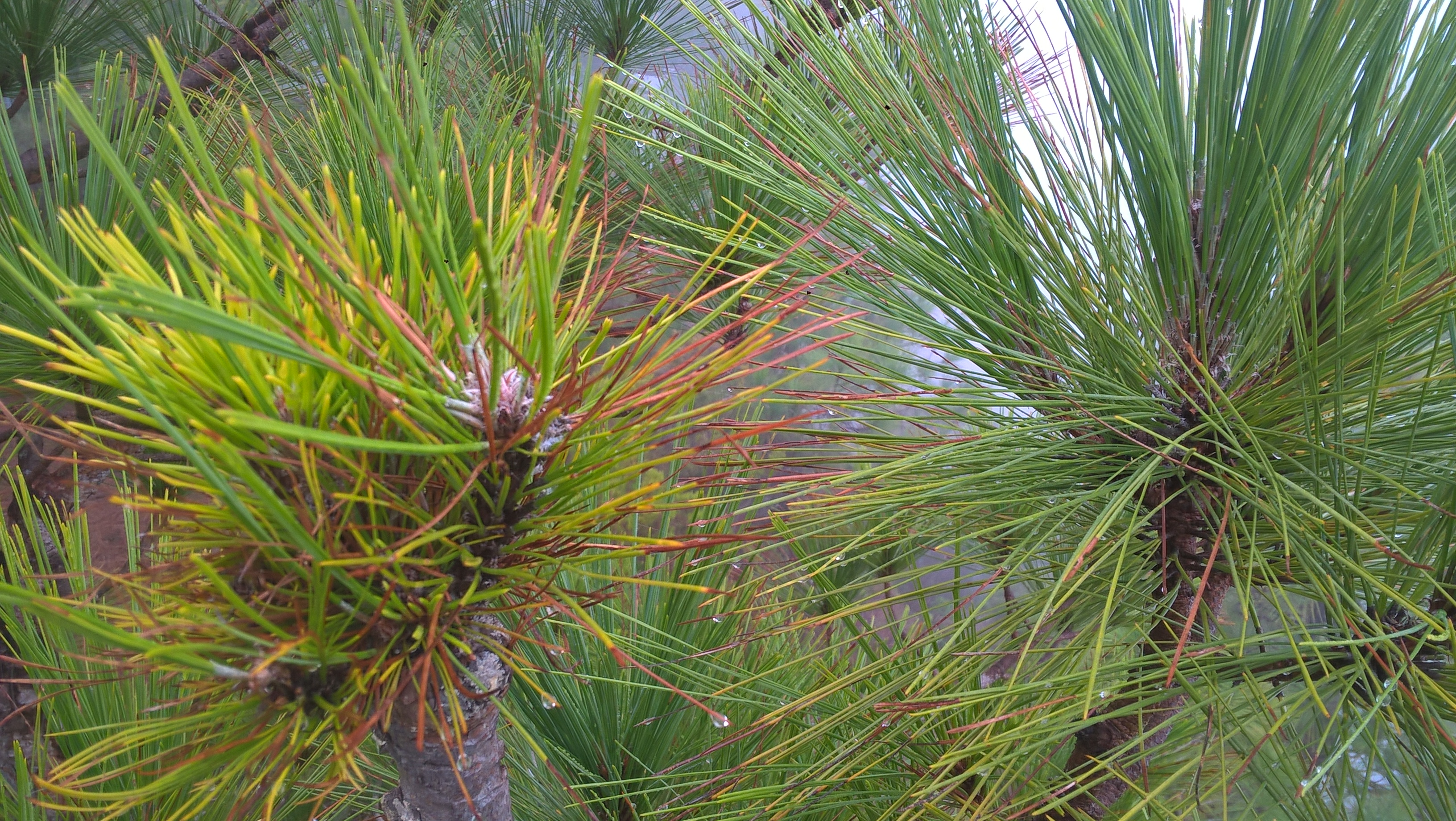
Tautropfen an Kiefernadeln im Nebel in Puntagorda, La Palma.

Dank der Höhenlage der Berge La Palmas treffen die Passatwolken im Nordosten der Insel in Höhenlagen zwischen 600 und 1700 Metern auf die bewaldeten Berghänge von Barlovento, wo die Kiefern mit ihren bis zu 30 cm langen Nadeln die Wolken auskämmen (Nebelkondensation). Durch die Nebelkondensation beträgt die jährliche Niederschlagsmenge 1.000 bis 1.500 Litern pro Quadratmeter und übersteigt die durchschnittliche Regenwassermenge auf La Palma von 325 l/m² im Jahr um etwa das Dreifache. Der große Bestand der Kanarischen Kiefer der Insel trägt damit erheblich zum Gesamtwasserhaushalt La Palmas bei.
Das tief in das poröse Lavagestein eindringende Wasser wird auf natürliche Weise gefiltert und gewinnt dadurch eine besondere Reinheit. Das nördliche Bergmassiv La Palmas fungiert als großer natürlicher Wasserspeicher, der zur Wassergewinnung von einer Vielzahl von Galerien (las galerías de agua) durchzogen ist und somit angezapft wird.
Der gesamte Wasserhaushalt auf La Palma ergibt sich aus einer durchschnittlichen Niederschlagsmenge auf der Insel von 0,516 km³ pro Jahr, wovon 0,219 km³ in das Inselgrundwasser gelangen und davon 0,0623 km³ über die Brunnen, Galerien und Quellen der Insel abfließen.
Auf den Nachbarinseln Teneriffa und Gran Canaria mit entsprechenden Höhenlagen wird diese Art der Wassergewinnung ebenfalls intensiv genutzt. Auf Teneriffa gibt es über tausend Galerien, die zusammen eine Gesamtlänge von 1.700 km haben.
Wegen der geringeren Höhenlagen auf Fuerteventura und Lanzarote findet dort keine natürliche Wasserausbeute aus den Passatwolken statt. Die Inseln sind daher auf eine künstliche Wassergewinnung angewiesen.

## Geschichte
Schon die vorspanischen Ureinwohner auf La Palma siedelten dort an, wo es Wasser gab. So wurden Wege und kleine Kanäle zu den natürlichen Quellen sowie Speicherbecken angelegt, um bei den wiederkehrenden Dürreperioden auf Insel zu überleben.
Auch die spanischen Eroberer bauten ihre ersten Besiedlungen an den Mündungen der Barrancos, an denen reichlich Wasser aus den Bergen zum Meer abfloss. Es waren die Orte Santa Cruz de La Palma am Barranco del Rio, San Andrés am Barranco del Agua und Tazacorte und Los Llanos am Barranco de Las Angustias.
Mit zunehmendem Anbau von Zuckerrohr und später dem der Bananen stieg der Wasserbedarf erheblich. Um das Grundwasser aus der durchlässigen Struktur der Gebirge zu gewinnen, wurden über Jahrhunderten eine Vielzahl von Stollen und Tunnel in die Berge getrieben. Das noch reichlich abfließende Wasser wurde auch zum Antrieb diverser Zuckerrohr- und Getreidemühlen auf der Insel genutzt.
Mit der Inbesitznahme der kanarischen Inseln durch die Spanier wurde in den königlichen Verordnungen vom 15. November 1496 und in der geänderten Fassung vom 31. August 1505 die Verteilung von Land und Wasser auf La Palma – überwiegend zum Nutzen des Großgrundbesitzes – festgelegt. Es dauerte 300 Jahre, bis mit dem Dekret vom 6. August 1811 das Herrschaftssystem und die Privilegien des Großgrundbesitzes abgeschafft und die Gleichheit der Ansprüche des Einzelnen hergestellt wurden. Das spanische Wassergesetz von 1866 regelte die Rechte für Nutzung der Gewässer neu. Die allgemeine Nutzung und Verteilung des Wassers, die bislang der privaten Initiative überlassen war, wurde ab 1934 durch eine Reihe von Verordnungen neu geregelt und in einem Gesetz vom 24. Dezember 1962 festgeschrieben.
In dem Nationalen Wassergesetz „Ley de Aguas de Canarias“ vom 2. August 1985 wurden die Kompetenzen der autonomen Gemeinschaften der Kanarischen Inseln festgelegt und betrafen die Nutzung des Wassers und der Kanäle sowie Verteilung des Wassers für landwirtschaftliche, städtische und industrielle Zwecke. Die diversen Änderungen im Wasserrecht waren auch immer begleitet von erheblichen politischen Auseinandersetzungen im Staat wie in der Region.
Ein großer Teil der Rechte am Wasser aus der Caldera de Taburiente befindet sich noch im Besitz von Erbengemeinschaften der ehemaligen Adelsfamilie Monteverde, die durch den Zuckerrohranbau zu immensem Reichtum gekommen war.
In den 1940er und 1950er Jahren gründeten die Wasserbesitzer Aktiengesellschaften, um neues Kapital für die Erschließung neuer Quellen sowie für den Bau und die Erhaltung des ausgedehnten Kanal- und Rohrleitungsnetzes zu gewinnen, indem sogenannte Wasseraktien an die Mitglieder der Genossenschaften ausgegeben wurden. Die Dividende besteht im Bezug von Wasser, das der Eigentümer der Aktie in einer bestimmten Menge erhält. Um das kontinuierlich zufließende Wasser zu steuern, muss der Bezieher sich eigene Wasserspeicher anlegen. Seit den 1960er Jahren wurde in allen Gemeinden der Insel damit begonnen, eine öffentliche Wasserversorgung aufzubauen.
Mit dem Bau weiterer Stollen in das Gebirge zur Erschließung neuer Wasserquellen wurden die sich über Jahrtausende gebildeten Wasserreserven der Insel stark angegriffen. Das einst als unerschöpflich angesehene Quellwasser der Caldera de Taburiente ist bereits Ende des 20. Jahrhunderts extrem rückläufig, ein Drittel der Quellen sind versiegt. Die Folge ist eine dramatische Grundwasserabsenkung in der Umgebung der Stollen, was viele Gemeinden veranlasste, keine neuen Galerien mehr zu genehmigen. Ein weiteres Problem stellt das überalterte und undichte Leitungsnetz dar, bei dem fast 50 % des Wassers auf dem Transport verloren geht.

### Wasserrat und Wasserrahmenrichtlinie
Mit dem kanarischen Wassergesetz vom 26. Juli 1990 wurde auf La Palma (und auf den anderen kanarischen Inseln) der Consejo Insular de Aguas geschaffen, ein Wasserrat mit eigener Rechtspersönlichkeit und voller funktionaler Autonomie, der im Rahmen eines Systems der Dezentralisierung und Beteiligung die Leitung, Organisation, Planung und einheitliche Bewirtschaftung des Wassers übernimmt. Das Statut dieses Wasserrates der Insel wurde 1993 auf Vorschlag der Inselregierung von der Regierung der Kanaren genehmigt. Die Gemeinden von La Palma sind in diesem Rat, der auch die Wasserpreise festsetzt und für den Wasserschutz sowie die Aufrechterhaltung der Infrastruktur verantwortlich ist, nach ihrem Wasserverbrauch repräsentiert.
Die Wasserrahmenrichtlinie 2000/60/EG des Europäischen Parlaments und des Rates vom 23. Oktober 2000 zielt darauf, eine Verschlechterung zu verhindern, den Zustand der aquatischen Ökosysteme zu verbessern und die nachhaltige Nutzung des Wassers zu fördern. Spanien hat wie die anderen Mitgliedstaaten dafür zu sorgen, dass für jede hydrologische Einheit (z. B. La Palma) ein Bewirtschaftungsplan erstellt wird, der spätestens 2009 zu veröffentlichen ist und ab 2016 jeweils alle sechs Jahre zu überprüfen und zu aktualisieren ist. Als Bewirtschaftungsplan für La Palma gilt der Plan Hidrológico Insular, der für den Sechsjahreszeitraum 2016–2021 die Überarbeitung des Bewirtschaftungsplans umfasst, die auf der Grundlage der vom Wasserrat der Insel erstellten allgemeinen Studie über die Abgrenzung, das Programm, die Zeitplanung, die Konsultation und die Öffentlichkeitsbeteiligung am Planungsprozess erstellt wurde.

### Quellen

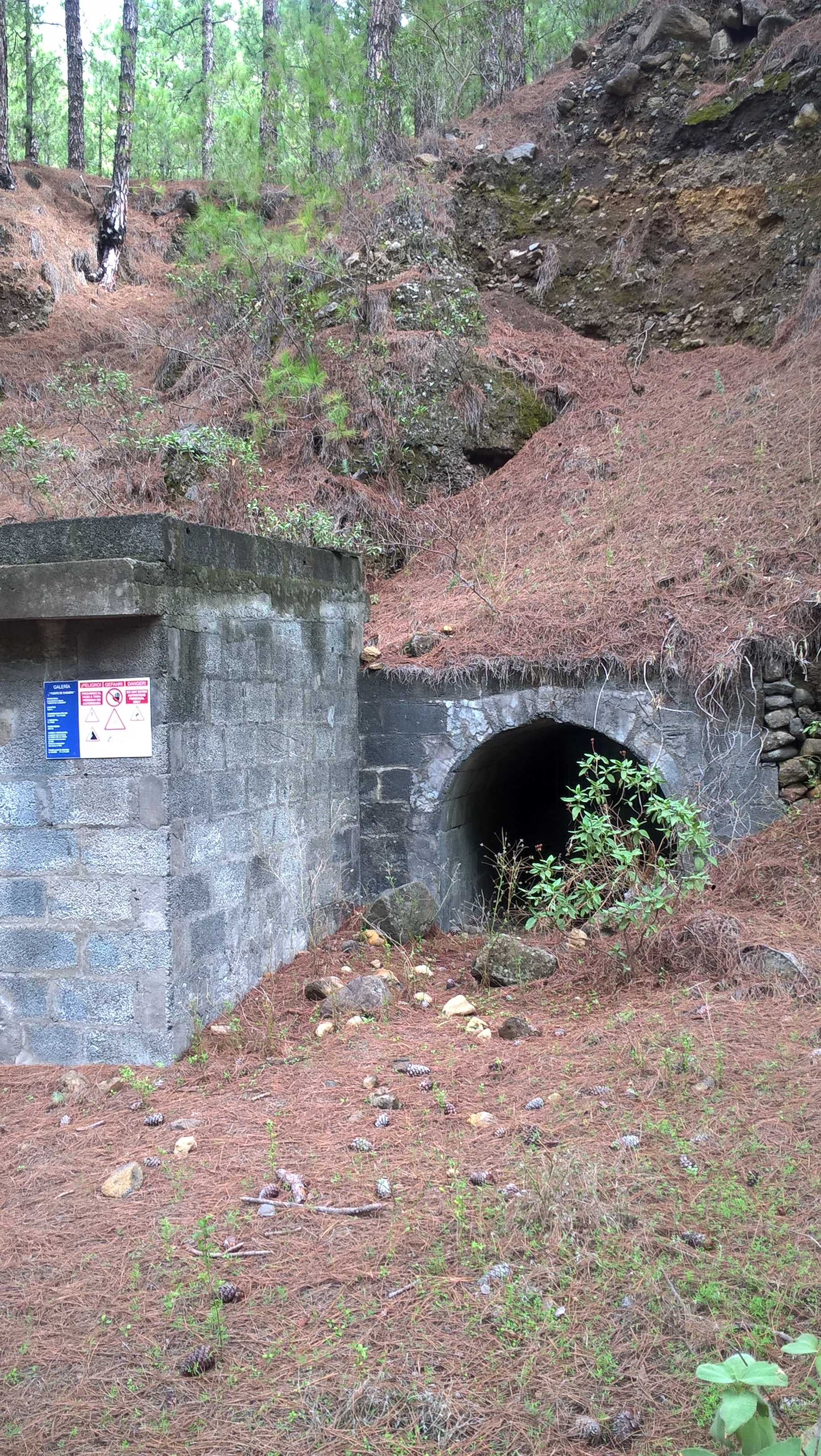
Galería Fuente de Caquero an der LP-302 in El Paso

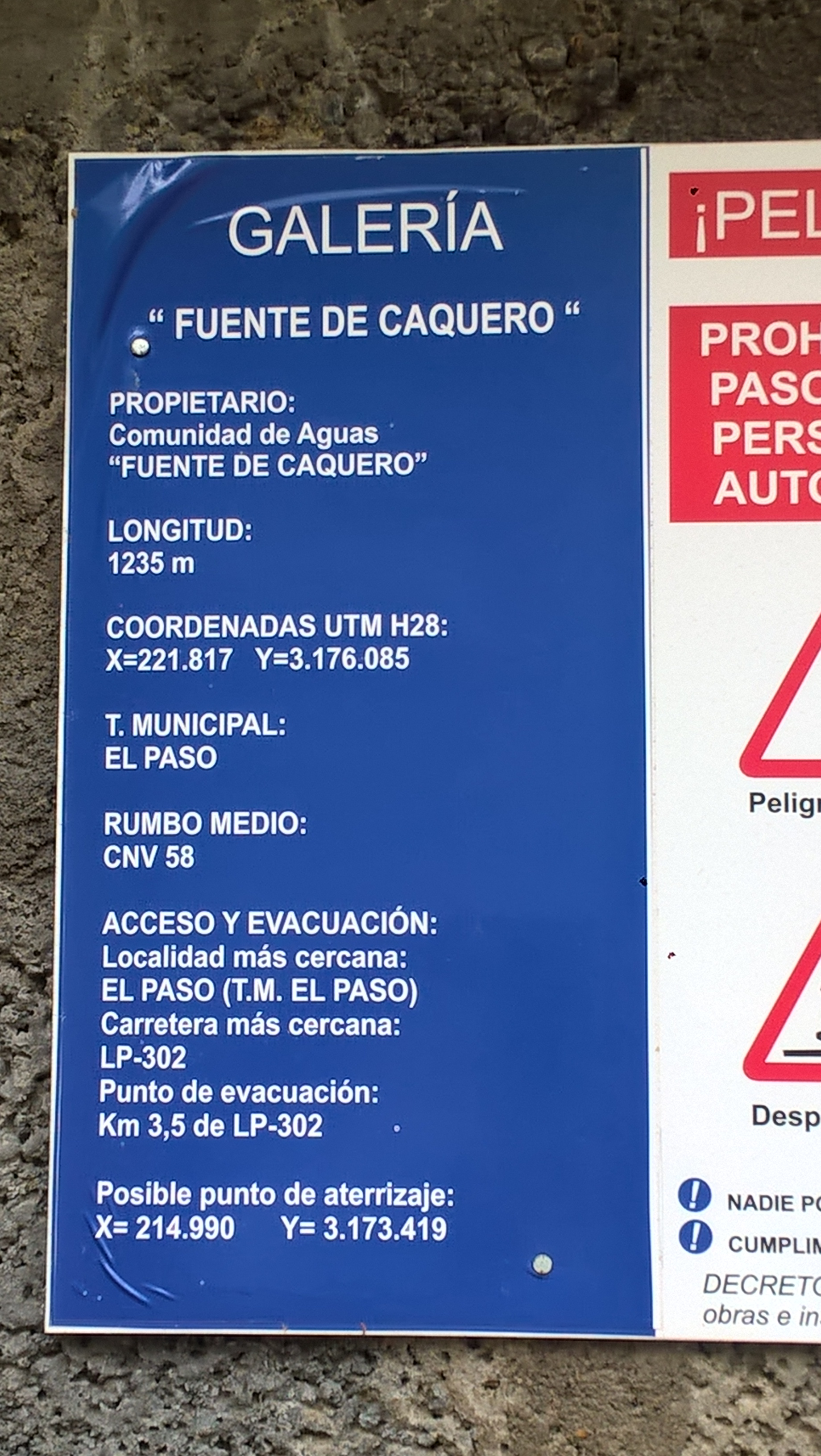
Tafel der Galerie

## Wasserversorgungssystem

### Pipelines

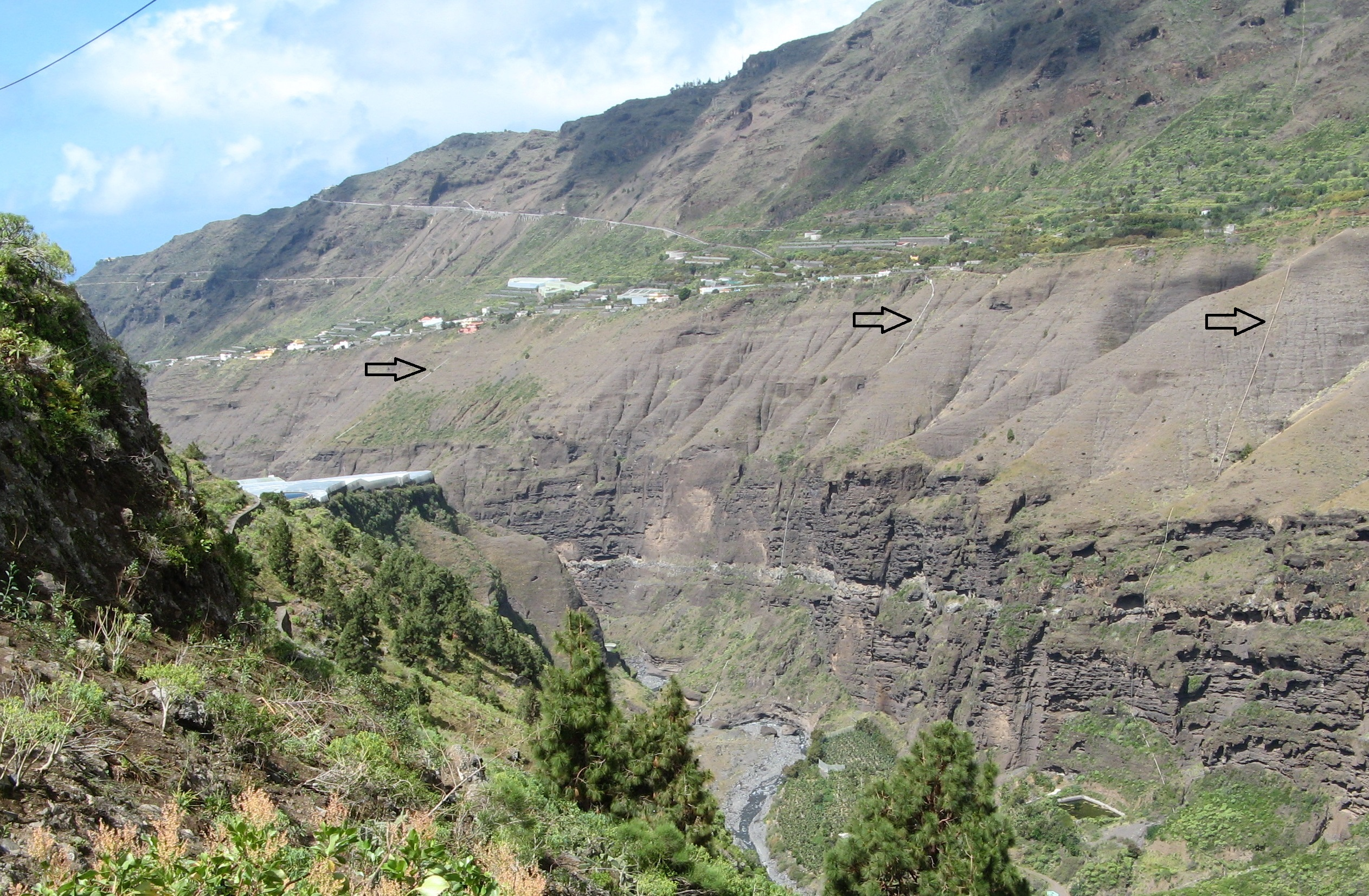
Drei Pipelines auf der Westseite des Barranco de Las Angustias (LP2 ist die mittlere Pipeline)

Die Hauptverteilung des Wassers aus dem wasserreichen Norden in die regenarmen südlichen Bereiche der Insel erfolgt über drei große Rohrleitungsstränge, auf der Ostseite der Insel sind es zwei Leitungen (Canal General La Palma I und III) und auf der Westseite ist es eine Leitung (Canal General La Palma II).
Eine vierte Pipeline, die Conducción Aduares-Hermosilla, befindet sich in der Mitte der Insel und stellt eine Verbindung zwischen den beiden Hauptleitungen (Canal General La Palma I und II) dar. Ihre Aufgabe ist es, Wasserdefizite zwischen Ost und West auszugleichen. An ihren Einbindestellen auf der Ostseite in Breña Alta und auf der Westseite in Los Llanos befindet sich jeweils eine Pumpstation   (Complejo Hidráulico Aduares / Complejo Hidráulico Hermosilla), die die Höhendifferenz von 635 m der Leitungsführung über die Bergkette der Cumbre Nueva überwinden muss. Dort wird die Leitung durch den alten Tunnel (Túnel de la cumbre, Höhenlage 1050 Meter) geführt.
| Name der Pipeline             | Verlauf                                                                                   | Länge (km) | Höhenlagen (m) |
| ----------------------------- | ----------------------------------------------------------------------------------------- | ---------- | -------------- |
| Canal General La Palma I      | Barlovento, Los Marantes – Fuencaliente, Las Indias                                       | 81,57      | 650 – 400      |
| Canal General La Palma II     | Barlovento – Garafía – Los Llanos – El Remo                                               | 64,73      | 720 – 430      |
| Canal General La Palma III    | Santa Cruz de La Palma, Ostseite des Tunnels Nuevo La Cumbre – Fuencaliente, Los Jablitos | 37,61      | 750 – 600      |
| Conducción Aduares-Hermosilla | Brena Alta, Miranda – Los Llanos, Retamar                                                 |            | 440 – 440      |

#### Unterbrechung der Wasserversorgung in Puerto Naos, El Remo und La Bombilla
Die Wasserversorgung der Gebiete von El Remo, Puerto Naos und La Bombilla wurde am 2. Oktober 2021 durch den Lavastrom des Vulkanausbruchs 2021 unterbrochen. Damit waren 600 Hektar Bananenplantagen ohne Wasser, die 25 % der Bananenproduktion der Insel ausmachen und angeblich etwa 15 000 Menschen Arbeit bieten. Der letzte Abschnitt der erdverlegten Pipeline des LP-II-Kanals im Gebiet von El Remo war durch den Lavastrom zerstört, und es gab keine Möglichkeit die Leitung aufgrund des Lavastroms zu reparieren.
Die Versorgung von Bewässerungswasser auf der Westseite der Insel erfolgt allein über den LP-II-Kanal in Nord-Süd-Richtung. Einen Wasserkanal-Ring um die gesamte Insel, d. h. eine Verbindung des LP-II-Kanals im Süden mit den auf der Ostseite der Insel verlaufenden Kanälen LP-1 und LP-III existiert nicht. Bis zum Bau einer solchen Verbindungsleitung wird die Wasserversorgung durch die Installation mobiler Entsalzungsanlagen hergestellt; entsalztes Wasser und Wasser aus anderen Quellen wird mit Tankschiffen vom Hafen von Tazacorte an die Küste von Puerto Naos transportiert. Damit die Gebiete, in denen aufgrund des Vulkanausbruchs keine Wasserversorgung mehr besteht, weiterhin von außen mit Wasser versorgt und die Plantagen erhalten werden können, wurde dort Anfang 2022 die Ausrufung des Notstands verlängert.

### Wasserspeicher

#### Laguna de Barlovento

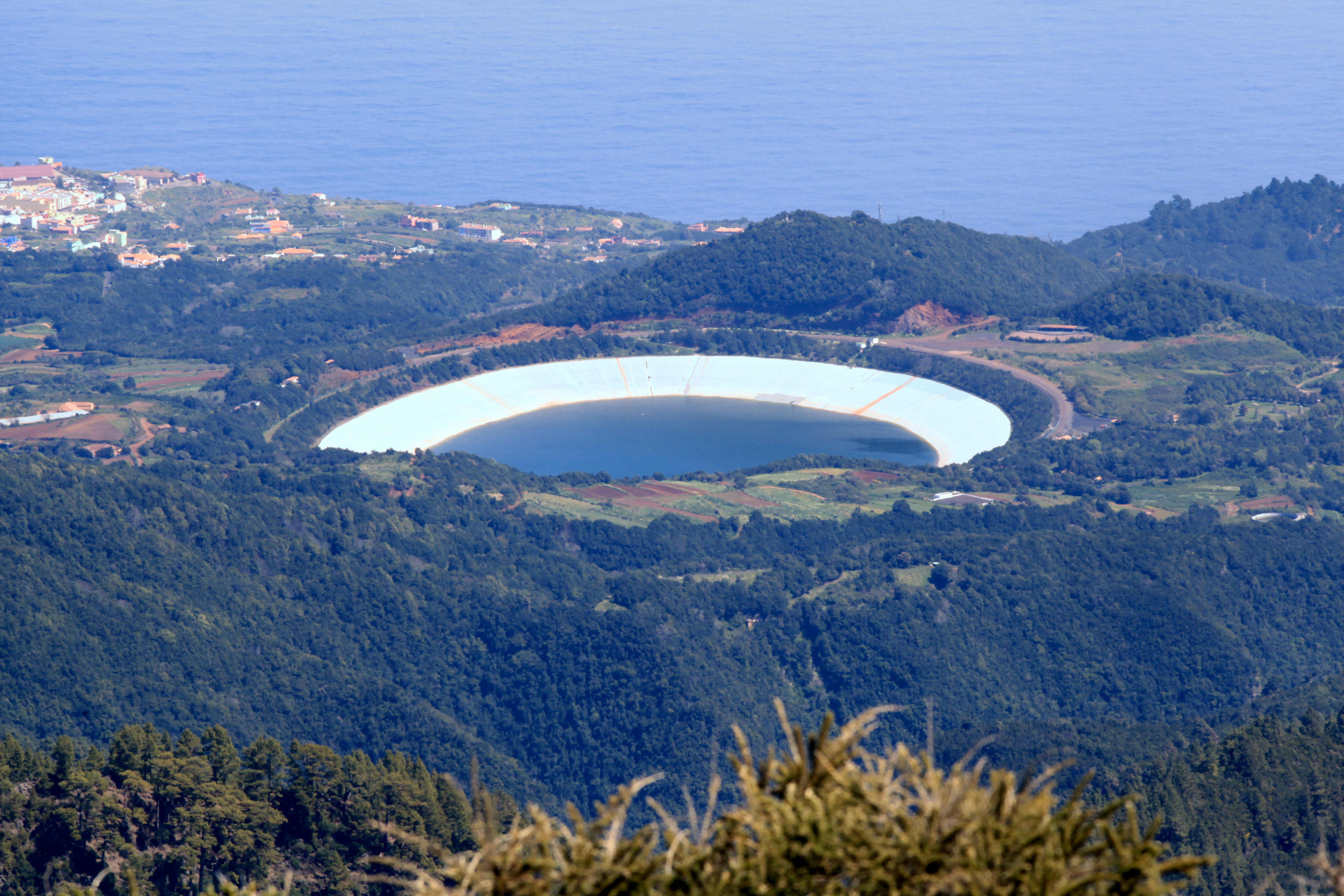
Laguna de Barlovento

Der bislang größte Wasserspeicher in Spanien, der Laguna de Barlovento wurde 1975 im Norden La Palmas in einen auf 600 Meter über dem Meeresspiegel gelegenem Krater, in dem sich ein Teich befand, mit einer Kapazität von 5 Millionen m³ erbaut. Die Wandungen des Speichers wurden anfangs mit einer Lehmschicht abgedichtet, die das Wasser nur unzureichend einschloss, bereits innerhalb eines Monats lief das Wasser aus dem Speicher aus. Zur Vermeidung der hohen Wasserverluste versuchte man in den 1980er Jahren den Wasserspeicher mit ausgewählten Tonen abzudichten, jedoch ohne nachhaltigen Erfolg. Zwischen 1989 und 1992 wurde die Speicherwandung mit einer wasserdichten PVC-Folie ausgekleidet. Das Niveau des Speichers wurde dabei auf 25 Meter abgesenkt, das Fassungsvermögen des Speichers betrug danach 1.094.000 m³.
Am 16. April 2011 riss aufgrund einer Unterspülung des Erdreiches die Folie des Speichers bis zu 150 m² auf, woraufhin große Wassermassen austraten und durch die angrenzenden Bananen-Plantagen zum Meer abflossen. Anfang 2018 wurde durch das Anbringen von zusätzlichen Abdichtungsbahnen die Kapazität des Speichers auf 1.767.134 m³ erhöht.

#### Gemeinde San Andrés y Sauces
Zur Versorgung der großen Bananenplantagen in San Andrés y Sauces wurden in der Gemeinde vier große Wasserspeicher errichtet: Adeyahamen mit einem Fassungsvermögen von 345.221 m³, Bediesta mit 179.890 m³, Las Lomadas mit 98.695 m³ und Los Galguitos mit 110.885 m³ (Stand 24. März 2021).

#### Balsa de Dos Pinos

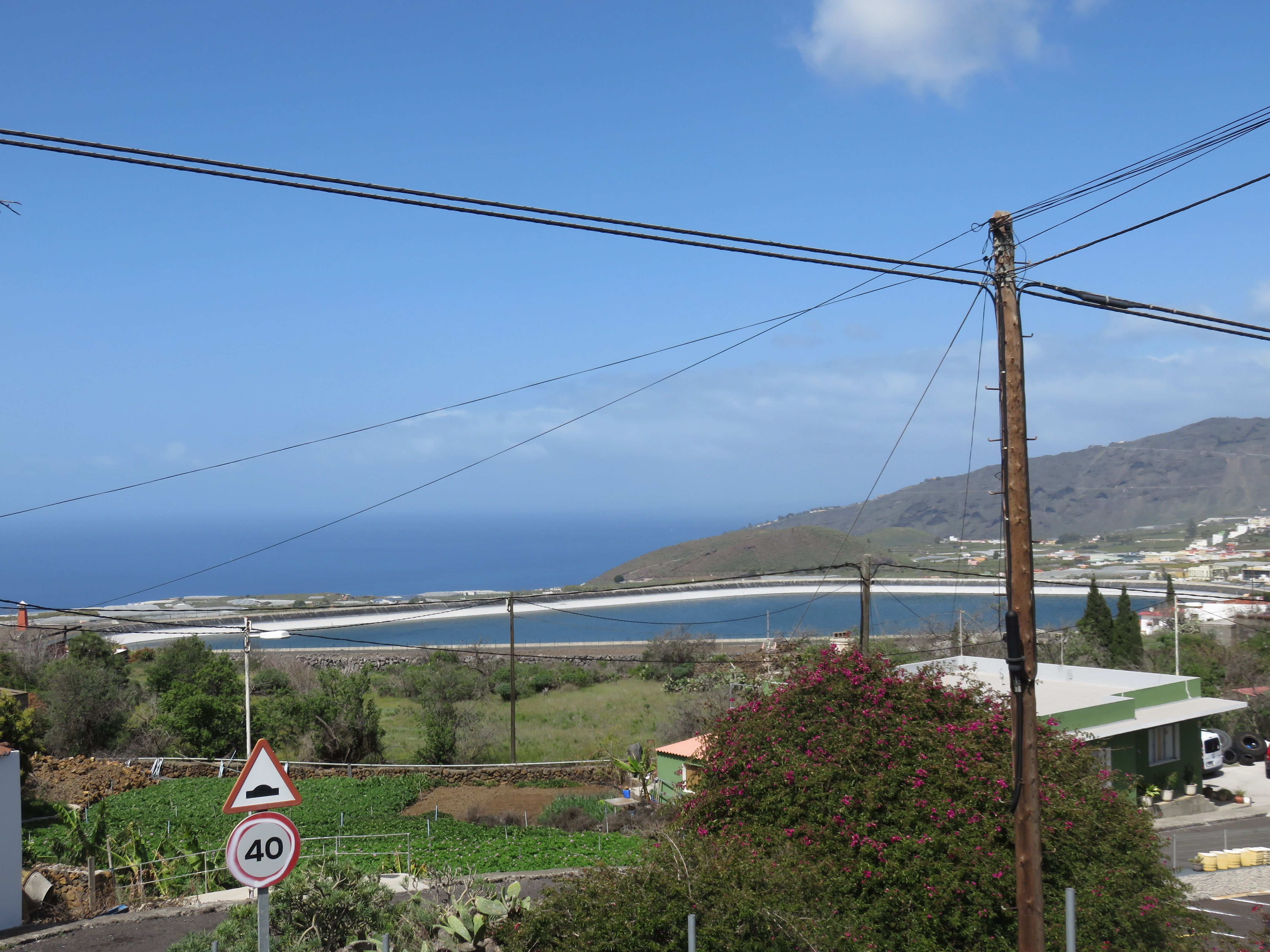
Balsa de Dos Pinos

Der Wasserspeicher Dos Pinos befindet sich in der Gemeinde Los Llanos de Aridane, wenig unterhalb der Verbindungsstraße LP–3 zwischen Orten Los Llanos und El Paso. Mit einem Fassungsvermögen von 400.000 m³ versorgt er über ein Bewässerungsnetz von etwa 17,5 km Länge eine Landwirtschaftsfläche von insgesamt 332,8 Hektar, die 414 Bauern zugeordnet ist. Ab 2007 wurde das Bewässerungsnetz, das aus offenen Kanälen bestand, durch ein Rohrleitungssystem ersetzt.
In den Jahren 2001 und 2010 wurden Risse in der Beckenauskleidung mit Wasserverlusten aus dem Speicher festgestellt, die repariert werden konnten. Als eine Ursache für die Risse werden Bewegungen in der Struktur des Speicherbeckens angenommen.

#### Balsa de Vicario

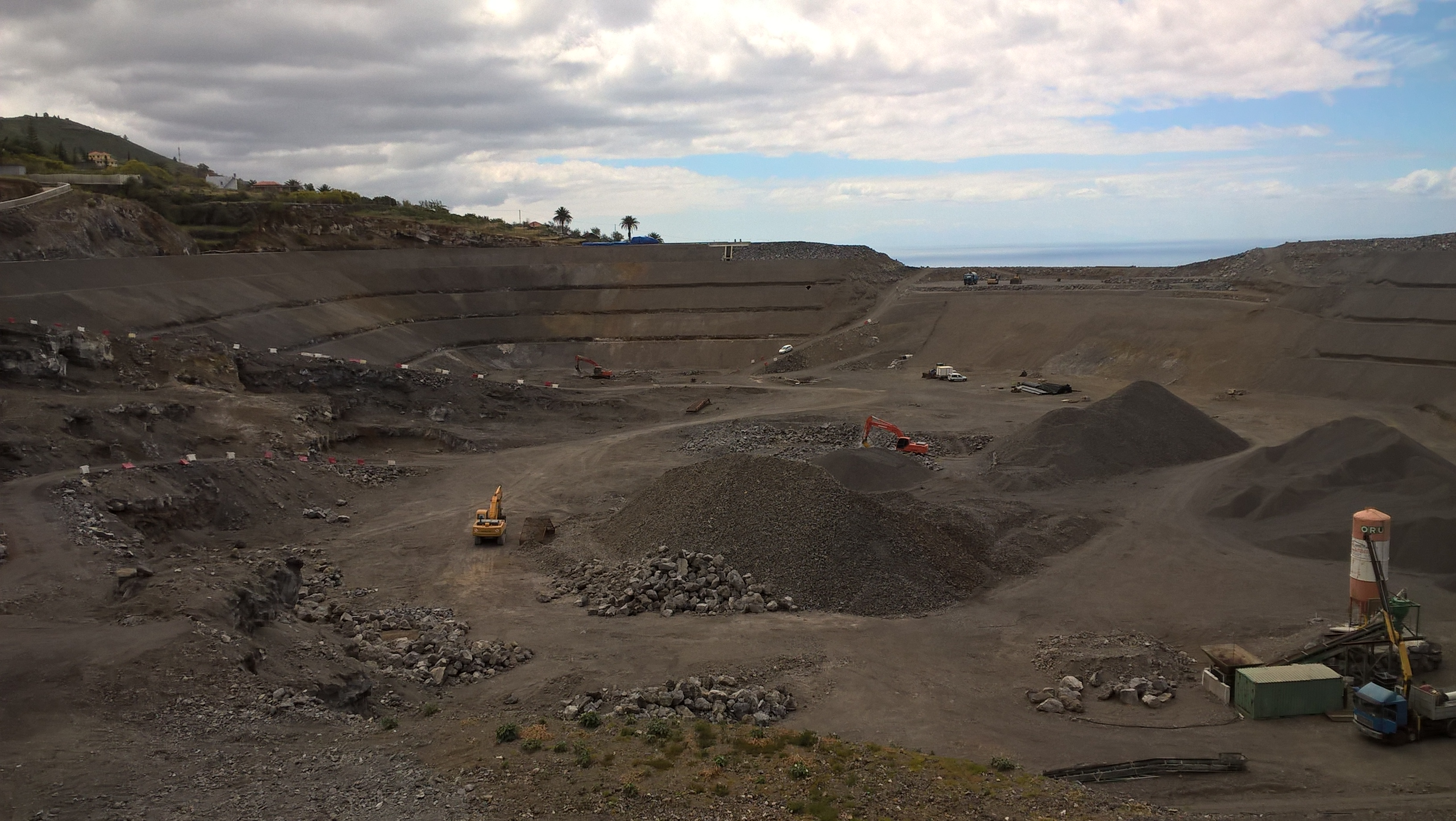
Balsa de Vicario, Stand März 2017

Zur Verbesserung der Wasserversorgung der großen Bananenplantagen im regenarmen Aridanetal wird seit 2010 in der Gemeinde Tijarafe der zweitgrößte Wasserspeicher der Insel, der Balsa de Vicario mit einem Fassungsvermögen von 1,5 Mill. m³ gebaut. Über die Schwerkraft können damit 156,4 Hektar Ackerland bewässert werden. Der Speicher hat einen Umfang von 1.100 m und eine Höhe von 30 m, die Speicherwände haben eine Ausdehnung von 100.000 m², die mit einer PVC-Folie abgedichtet werden. Der zwischenzeitliche Konkurs des Unternehmens führte bis 2019 zu einer Unterbrechung des Bauvorhabens.
Der Balsa de Vicario ist mit einer 13 km langen Verbindungsleitung an den Canal General La Palma II angeschlossen, über den der Speicher das Wasser aus dem regenreichen Norden der Insel bezieht. Die Verbindungsleitung besteht aus verzinktem Stahlrohr und hat einen Durchmesser von 250 mm. Das im Winter auf der La Palma anfallende Überschusswasser kann dann über den Kanal LP-II zum Wasserspeicher geleitet und speichert werden.
Im November 2023 wurde der Balsa de Vicario vorzeitig in Betrieb genommen, obwohl die Arbeiten zur Inbetriebnahme des Wasserspeichers erst für den 3. Januar 2024 vorgesehen waren. Nach einer technischen Panne in der Bewässerungsgemeinschaft El Porvenir de Aguatavar wurden die dortigen Wasserressourcen zum neuen Wasserspeicher umgeleitet. Am 3. Januar 2024 wurde der Wasserspeicher Vicario nach 14 Jahren Bauzeit und 23,8 Millionen Euro Kosten offiziell zum Betrieb freigegeben.

#### Kapazitäten und Füllungsgrade der Wasserspeicher
Abhängig von den aufgetretenen Regenmengen sind die Behälter der Insel unterschiedlich gefüllt. Aufgrund langanhaltender Trockenheit in den Jahren 2016 und 2017 waren die Speicher im Oktober 2017 nur noch zu durchschnittlich 20 % gefüllt. Durch starke Regenfälle im darauffolgenden Herbst/Winter füllten sich die Speicher wieder zu 49 %.
Eine ausreichende Füllung der großen Speicher ist auch zur Bekämpfung von Waldbränden auf der Insel – insbesondere während langer Trockenperioden – notwendig. Die Verwendung des unmittelbar vorliegenden Meerwassers wird möglichst vermieden, um den Waldbestand nicht durch Übersalzung nachhaltig zu schädigen.
| Wasserspeicher Geografische Lage    | Gemeinde            | Höhenlage (m) | Kapazität (m³)                            | Füllungsgrade (%) | Füllungsgrade (%) | Füllungsgrade (%) | Füllungsgrade (%) | Füllungsgrade (%) | Füllungsgrade (%) | Füllungsgrade (%) | Füllungsgrade (%) | Füllungsgrade (%) |
| Wasserspeicher Geografische Lage    | Gemeinde            | Höhenlage (m) | Kapazität (m³)                            | 02. 2015          | 11. 2016          | 02. 2017          | 04. 2018          | 01. 2019          | 04. 2020          | 03. 2021          | 01. 2022          | 12. 2023          |
| ----------------------------------- | ------------------- | ------------- | ----------------------------------------- | ----------------- | ----------------- | ----------------- | ----------------- | ----------------- | ----------------- | ----------------- | ----------------- | ----------------- |
| Laguna de Barlovento Wasserspeicher | Barlovento          | 720           | 2015–2017: 1.094.000 2018–2022: 1.767.134 | 48                | 34                | 38                | 100               | 59                | 9                 | 81                | 33                | 7                 |
| Adeyahamen Wasserspeicher           | San Andrés y Sauces | 360           | 345.221                                   | 98                | 49                | 28                | 98                | 100               | 97                | 98                | 97                | 31                |
| Bediesta Wasserspeicher             | San Andrés y Sauces | 320           | 179.890                                   | 7                 | 49                | 77                | 96                | 52                | 90                | 94                | 90                | 59                |
| Las Lomadas Wasserspeicher          | San Andrés y Sauces | 460           | 98.695                                    | 100               | 86                | 99                | 87                | 84                | 95                | 100               | 97                | 43                |
| Los Galguitos Wasserspeicher        | San Andrés y Sauces | 450           | 110.885                                   | 90                | 69                | 54                | 92                | 87                | 100               | 86                | 100               | 62                |
| Manuel Remon Wasserspeicher         | Puntallana          | 640           | 133.000                                   | 100               | 82                | 80                | 91                | 66                | 68                | 73                | 62                | 40                |
| Cuatro Caminos Wasserspeicher       | Los Llanos          | 380           | 108.000                                   | 55                | 73                | 98                | 73                | 70                | 53                | 72                | 19                | 70                |
| Dos Pinos Wasserspeicher            | Los Llanos          | 400           | 400.000                                   | 46                | 57                | 56                | 68                | 74                | 62                | 64                | 52                | 71                |
| El Campo Wasserspeicher             | Puntagorda          | 470           | 113.603                                   | 82                | 33                | 63                | 86                | 67                | 69                | 84                | 73                | 30                |
| Montaña de Arco Wasserspeicher      | Puntagorda          | 920           | 107.102                                   | 70                | 30                | 28                | 84                | 74                | 41                | 77                | 42                | 11                |
| La Calderetal Wasserspeicher        | Fuencaliente        | 270           | 110.127                                   | 0                 | 0                 | 30                | 47                | 32                | 88                | 26                | 23                | 50                |
| Summe / Durchschnitt                |                     |               | 2.793.710                                 | 58                | 46                | 49                | 91                | 67                | 42                | 80                | 50                | 27                |

### Kläranlagen
Die großen Siedlungsgebiete La Palmas sind an Kläranlagen und Abwasserpumpwerke angeschlossen:
| Kläranlagen in den Gemeinden | angeschlossene Gemeinden | Menge (m³/Monat) |
| ---------------------------- | ------------------------ | ---------------- |
| San Andrés y Sauces          |                          | 5.000            |
| San Andrés y Sauces          |                          | 0                |
| Santa Cruz                   |                          | 50.000           |
| Breña Alta                   |                          | 227              |
| Breña Baja                   |                          | 12.000           |
| Breña Baja                   | Villa de Mazo            | 45.000           |
| Los Llanos                   | El Paso, Tazacorte       | 90.000           |
| Villa y Puerto de Tazacorte  |                          | 10.000           |
| Los Llanos                   | Puerto Naos              | 0                |

### Endverbraucher

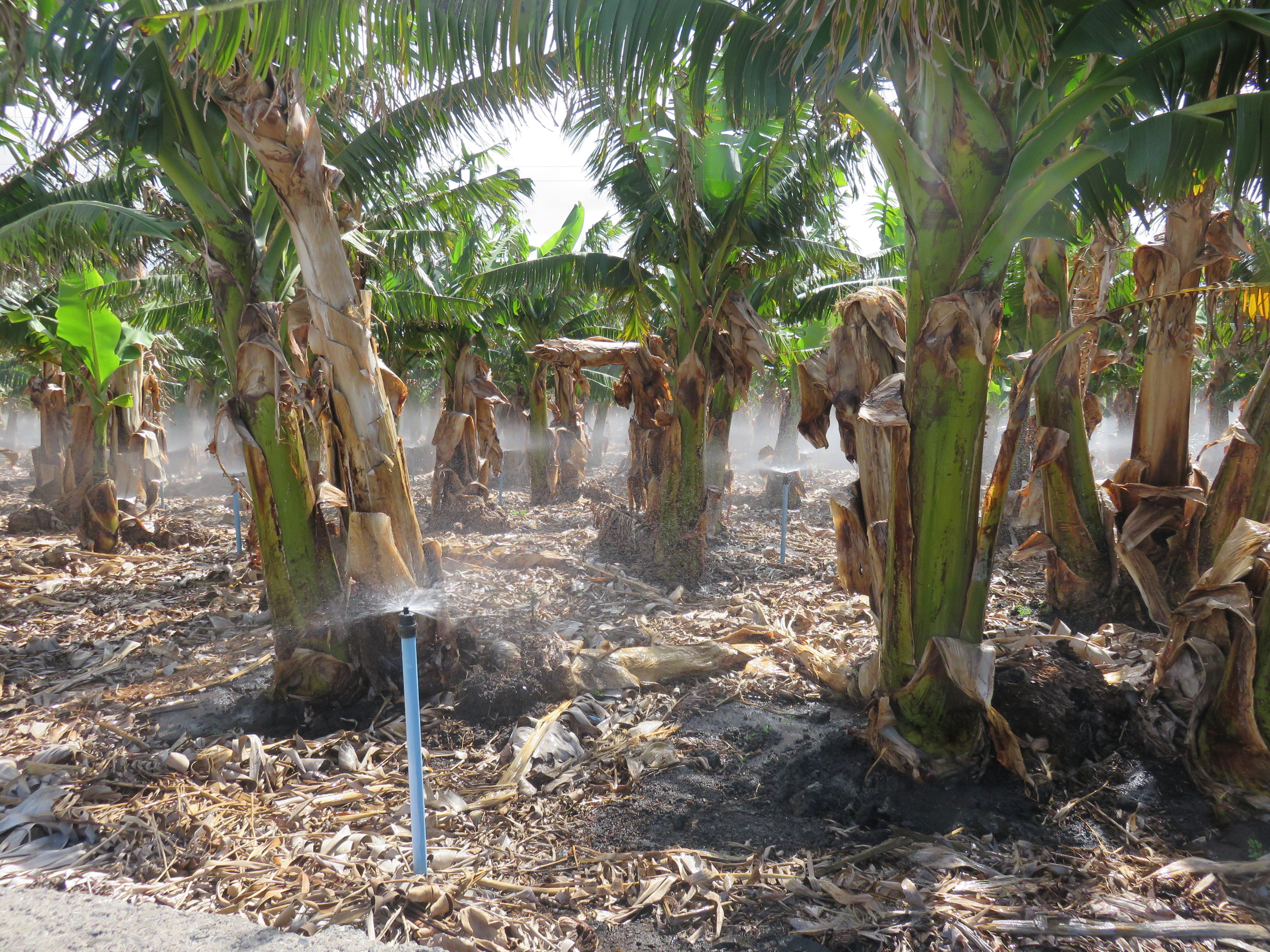
Sprühbewässerung in einer Bananenplantage in Tazacorte

Für die Endverbraucher gibt es zwei Wasserversorgungsarten, das sogenannte Stadtwasser, welches von den Kommunen direkt bzw. in den Gemeinden Santa Cruz, Breña Alta, und Tazacorte vom gemeindlich konzessionierten privaten Unternehmen Canaragua (das auch auf anderen kanarischen Inseln tätig ist) an den Verbraucher geliefert und über eine Wasseruhr abgerechnet wird, und das Aktien- oder Galeriewasser, das ausnahmslos privatwirtschaftlich organisiert wird.
Das stetig zulaufende Galeriewasser wird bei der Verteilung in geschlossenen oder offenen Tanks gespeichert, je nachdem, ob es als Trinkwasser oder ausschließlich zur Gartenbewässerung genutzt wird. Derzeit kostet eine Aktie mit einer Wassermenge von 1,6 l/min (ausreichend für einen Garten von 2.000 – 5.000 m²) etwa 7.000 Euro.
Der größte Wasserverbrauch besteht in der Bewässerung des intensiven Bananenanbaus auf der Insel, der fast 80 % des Gesamtverbrauchs ausmacht. Zur Ernte eines Kilos Bananen werden heute meist 400 Liter Wasser benötigt (in Extremfällen 800 Liter).
Mit etwa 70 % der Inseleinnahmen durch den Export von Bananen (Plátanos) besteht eine hohe Abhängigkeit der Insel von diesem Wirtschaftszweig. Der Tourismus folgt erst mit rund 18 % der Einnahmen.